# 봉래폭포

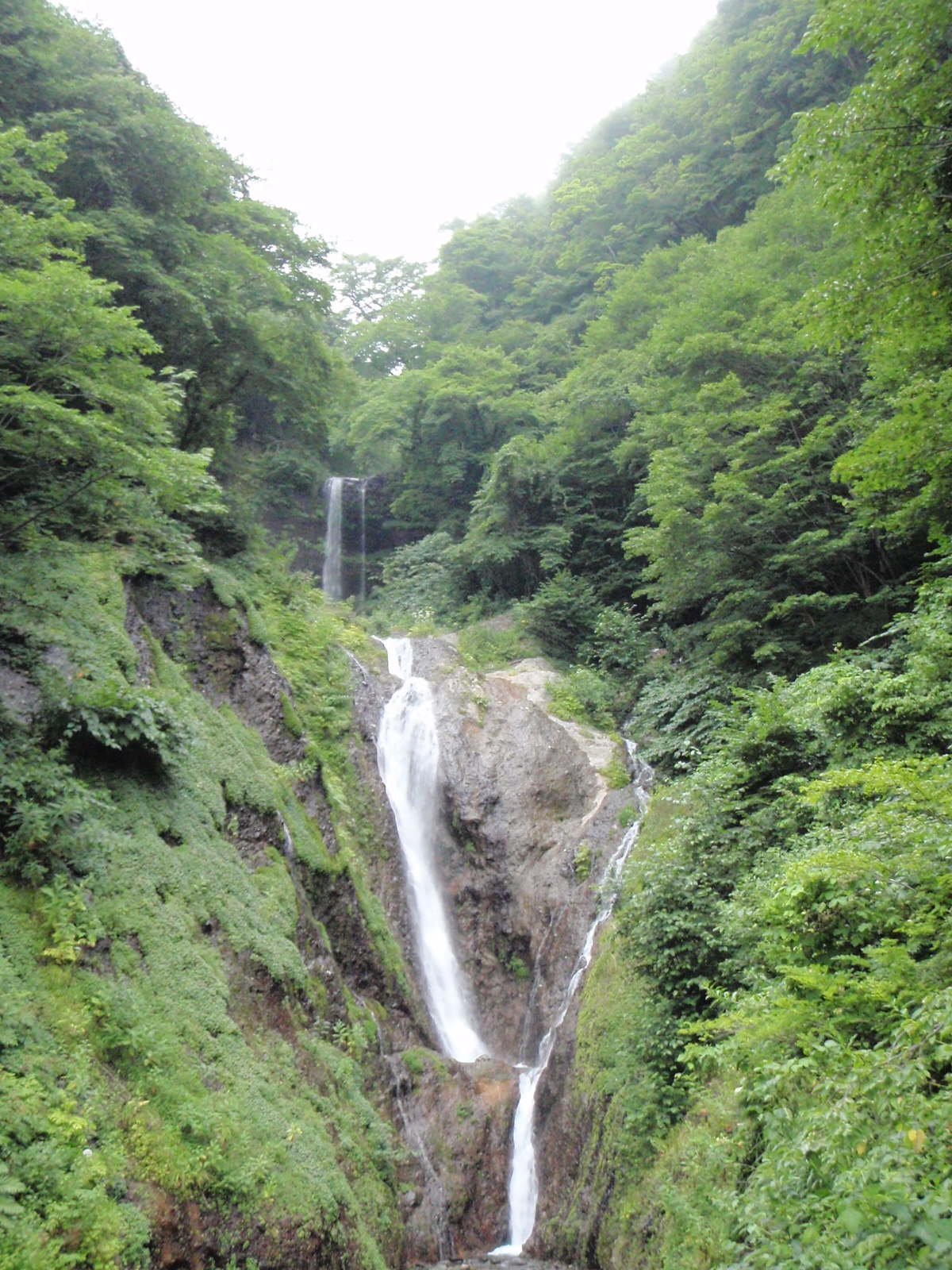
봉래폭포(2010년 7월 28일)

봉래폭포(蓬萊瀑布)는 경상북도 울릉군 울릉읍 저동리에서 성인봉에 오르는 1.5km 지점, 저동천의 수원지인 주삿골에 있는 폭포이다.
폭포의 너비는 1m, 높이는 25m이며 3단으로 되어 있는데, 폭포수의 면적은 1단이 20m2, 2단이 15m2, 3단이 10m2이다.